# استقلال جرينلاند

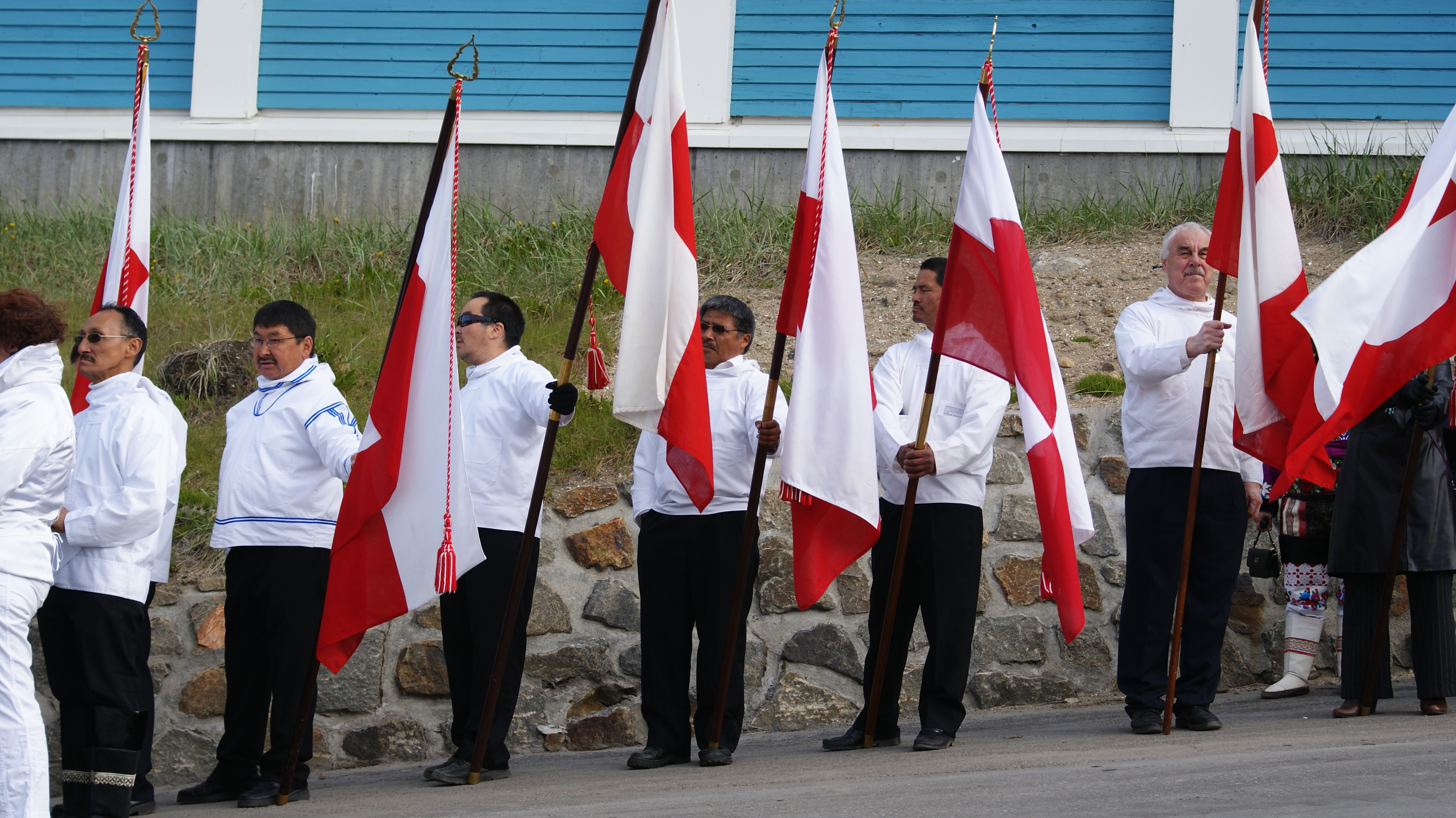

ظهر استقلال جرينلاند (بالدنماركية: Grøndlandsk uafængighed) كطموح سياسي لبعض الأحزاب السياسية (مثل حزب السيوموت وحزب مجتمع الشعب وحزب نقطة التوجه وحزب أحفاد البلاد)، وجماعات الضغط وبعض الأفراد من جرينلاند التي كانت إقليمًا مستقلًا داخل مملكة الدنمارك، بهدف جعلها دولةً مستقلةً ذات سيادة.

## الخلفية

### الاستعمار الإسكندنافي والإنويت
يُعدّ غالبية سكان جرينلاند الحاليين من الإنويت المنحدرين من شعب الثولي الذين هاجروا من البر الرئيسي لأمريكا الشمالية في القرن الثالث عشر، واستقروا تدريجيًا في جميع أنحاء الجزيرة. نبعت المطالب الدنماركية بالجزيرة من مستوطنة الشماليين القابعة في جنوب جرينلاند، والتي استمر وجودها منذ ثمانينيات القرن العاشر حتى القرن الخامس عشر.
يعتقد العلماء أن أقدم المستوطنات الإسكندنافية المعروفة في جرينلاند آيسلندية المنشأ، ويقولون إن إريك الأحمر قد أسس مستعمرةً هناك عام 985. تشير التقديرات إلى استمرار السيطرة الآيسلندية على جرينلاند حتى عام 1261. طالبت مملكة النرويج فيما بعد بضم جرينلاند وانفردت بالسيطرة عليها بين عامي 1261 و1319 تقريبًا.
اختفت هذه المستوطنات الإسكندنافية خلال القرن الرابع عشر وأوائل القرن الخامس عشر، وبات شعب الإنويت السكان الوحيدين للجزيرة، ليتوسعوا بعدها إلى السواحل الجنوبية والغربية، ويحققوا الاستقلال بحكم الواقع لأكثر من 200 عام لحين استئناف الاستعمار الأوروبي. يُذكر أن القوى الأوروبية افترضت استمرار حيازة أوروبا لجرينلاند بحكم القانون.

### الاستعمار الأوروبي بين القرنين الثامن عشر والعشرين
لم يُعاد إحياء الاتصال الأوروبي مع جرينلاند حتى عام 1721، وذلك عبر مهمة هانز أجد، التي أعقبتها بعثات مورافيا. حاولت هذه المستعمرات الدائمة -بعد فشلها في العثور على الشعوب الإسكندنافية- تنصير الإنويت.
بحلول تلك الفترة، تم توحيد النرويج والدنمارك تحت راية الدنمارك-النرويج التي أعلنت جرينلاند جزءًا من أراضيها. انتهت هذه السلطة في 14 يناير 1814 بعد تنازل الجانب الدنماركي عن النرويج نتيجة الحروب النابليونية في أوروبا. أدت معاهدة كيل إلى حصول الدنمارك على السيطرة الاستعمارية الكاملة على جرينلاند بعد فترة وجيزة، لتصبح جرينلاند مستعمرةً منذ عام 1814 حتى عام 1953، أي لم تكن مستقلة ولم تكن جزءًا من الدنمارك، بل خضعت لسيطرة الحكومة الدنماركية بصورة مباشرة.

### الوصاية الأمريكية والاحتلال
احتلت ألمانيا النازية الدنمارك وبسطت سيطرتها عليها خلال الحرب العالمية الثانية بين عامي 1940 و1945، ما أفضى إلى توقيع الحكومتين الدنماركية والأمريكية اتفاقيةً لتسليم السلطة في جرينلاند إلى الولايات المتحدة، إلى جانب مهمة الدفاع عنها في 9 أبريل 1941. (مثّل السفير الدنماركي لدى الولايات المتحدة الحكومة الدنماركية، إذ لم تعترف الولايات المتحدة بالحكومة النازية في الدنمارك). وصلت أول دفعات القوات إلى جرينلاند في 7 يوليو 1941. يُذكر أن المطارين اللذين بنتهما الولايات المتحدة بمدارج كاملة الطول، وما يزالان حتى عام 2018 يمثلان المطارات الدولية الرئيسية في جرينلاند، يقعان بعيدًا عن أي مستوطنة تقليدية.
كانت جرينلاند مستقلةً فعليًا خلال هذه السنوات وسمحت للولايات المتحدة ببناء قواعد على أراضيها، رغم الحياد الدنماركي المُعلن قبل الحرب. عاد الوضع السائد بعد الحرب مشابهًا لمرحلة ما قبل الحرب، وبقيت القواعد الأمريكية، وانضمت الدنمارك إلى الناتو، حالها حال جرينلاند التي باتت جزءًا من المملكة.